# Inodrillia nucleata
Inodrillia nucleata är en snäckart som först beskrevs av Dall 1881.  Inodrillia nucleata ingår i släktet Inodrillia och familjen Turridae. Inga underarter finns listade i Catalogue of Life.